# Longrine
Une longrine est un élément de structure ayant la forme d'une poutre et orientée horizontalement, supportant des forces mécaniques importantes.
La longrine est une poutre en bois, en métal, en béton. Elle relie et soutient les pièces transversales d'une ossature. Dans le bâtiment, elle répartit la charge du mur et la reporte sur les appuis qui la supportent (fondation ponctuelle, comme des poteaux ou semelles indépendants (isolées), voire des pieux ou micropieux).

## Dans le bâtiment

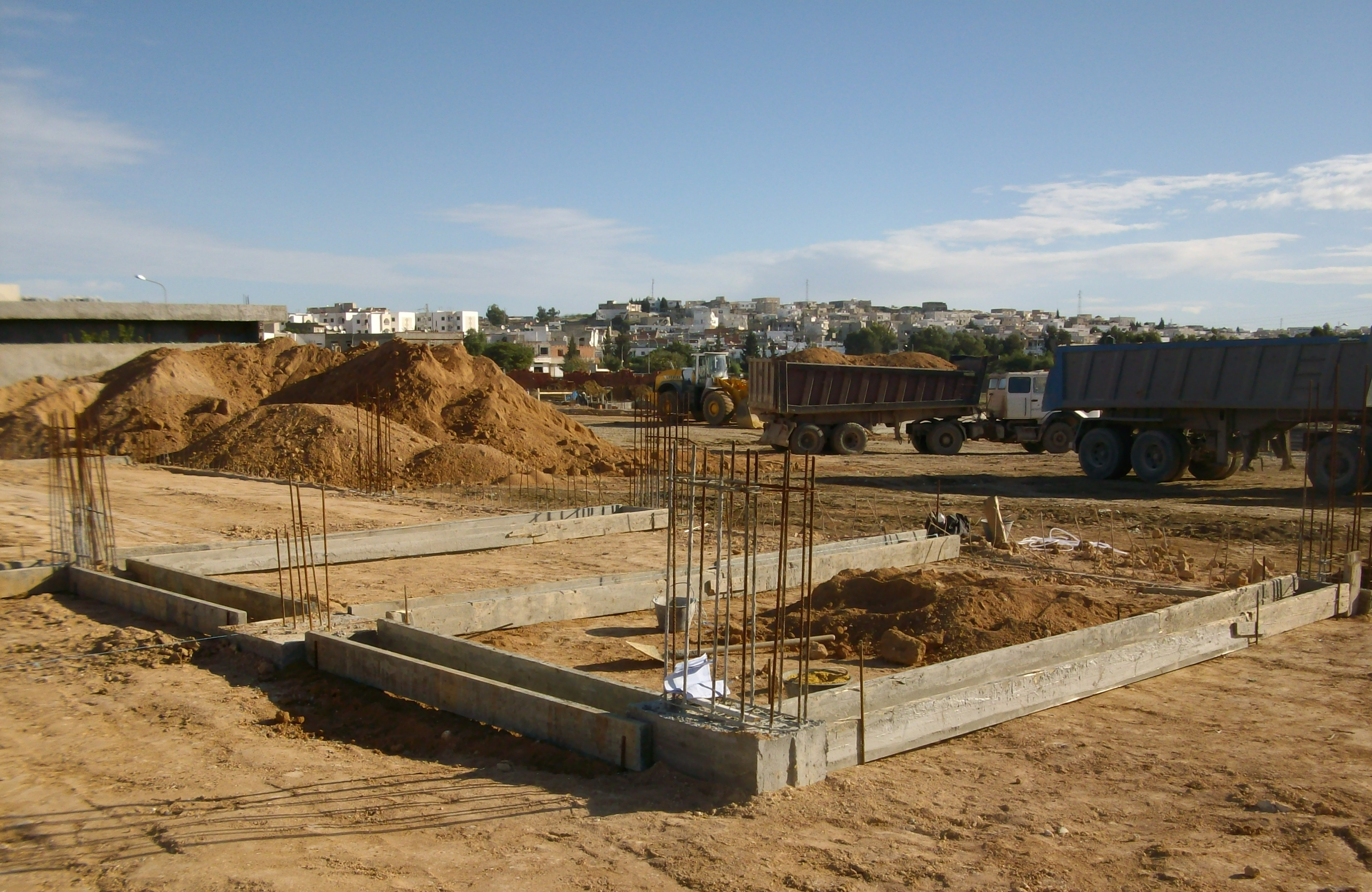
Coffrage d'une longrine en béton armé.

Une longrine est une poutre rectangulaire horizontale en béton armé ou en béton précontraint qui assure la liaison transversale entre les poteaux au niveau des massifs de fondation et qui sert à répartir les charges (des murs supportés) ou à les reporter vers des appuis.
Elle est posée directement sur un béton de propreté pour empêcher la pollution du béton frais de la longrine par le sol-support lors du coulage du béton. Le béton de propreté offre également un support uniforme à la longrine.
Lorsque la longrine est placée entre deux semelles, une semelle centrée et une semelle excentrée, elle est appelée poutre de redressement ou longrine de redressement. Elle sert concrètement à plaquer la semelle excentrée pour éviter tout déplacement. Elle se coule normalement en même temps que la semelle car son ferraillage est ancré dans la semelle.

## Dans la marine
C'est une pièce importante de la coque d'un navire et elle est horizontale.

## Dans les chemins de fer
C'est une traverse de voie ferrée, plus longue que la normale, et servant d'appui aux appareils de voies, (aiguillages, croisements…).
Une longrine peut être en béton, en bois, en métal ou en une matière capable de supporter les efforts mécaniques liés à la structure dans laquelle elle est contenue.